# Acampe praemorsa
A cam Ấn Độ Dương (danh pháp hai phần: Acampe praemorsa) là một loài lan. Loài này phân bố ở Ấn Độ, Sri Lanka và Myanma.

## Hình ảnh

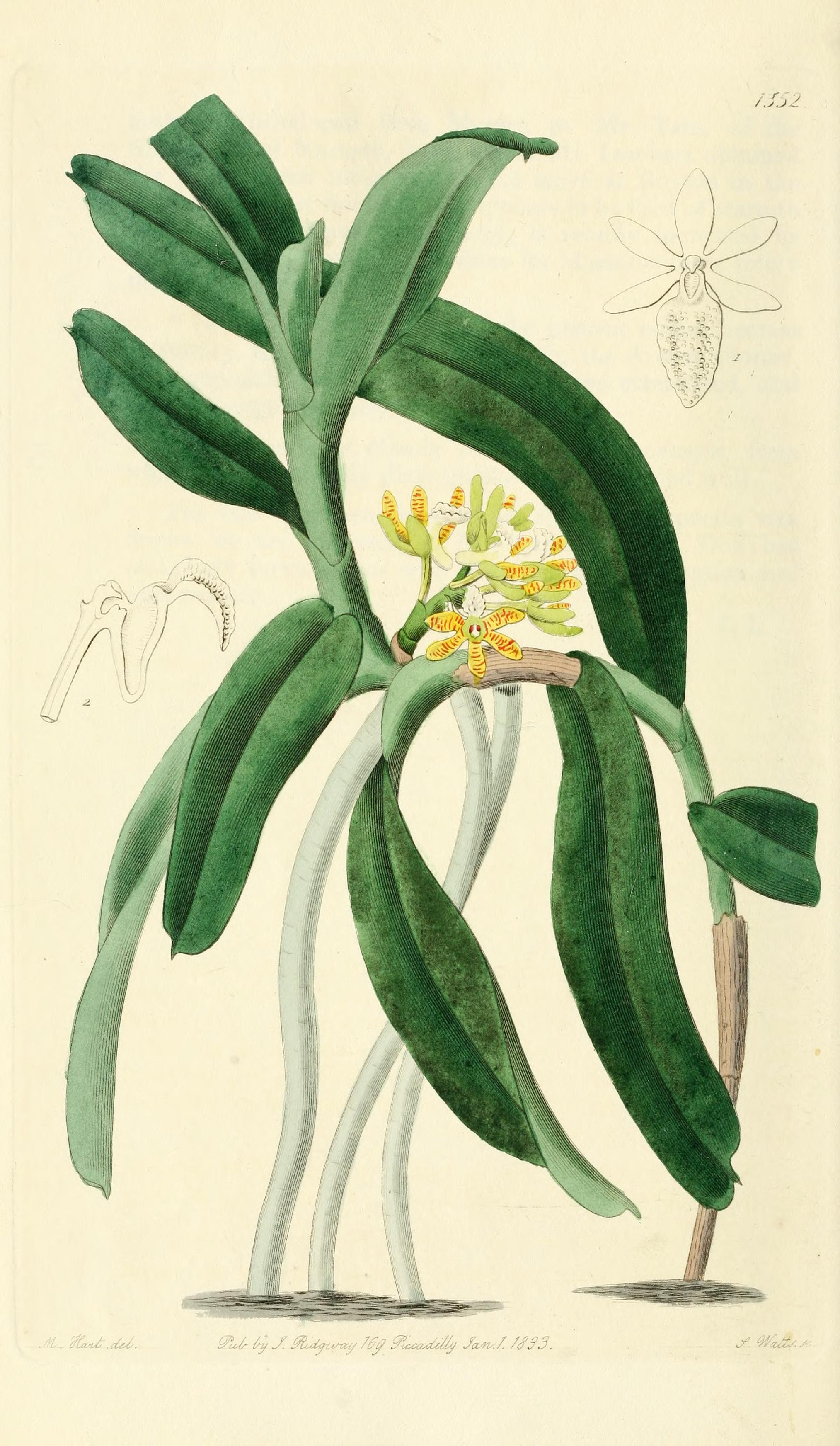